# MiKTeX
MiKTeX là hệ thống TeX chạy trên hệ điều hành Windows. MiKTeX là phần mềm tự do, bao gồm nhiều thành phần trong gói TeX của Debian, tất cả các thành phần này đều có giấy phép GPL của Tổ chức phần mềm mở (FSF).
MiKTeX chạy trên tất cả các phiên bản Windows từ Windows 98 trở đi. Nó hai lựa chọn cài đặt cơ bản: tải xuống bộ cài và cài đặt trực tuyến. Việc cài đặt được đảm nhiệm bởi hệ thống hộp thoại, thuận tiện cho người dùng Windows vốn quen với giao diện đồ họa.
MiKTeX Package Manager (mpm), trình quản lý các gói của MiKTeX có dạng hộp thoại, dễ dàng hiển thị danh sách rất nhiều các thành phần mở rộng của TeX mà thường người dùng không cài đặt hết số đó.

## Thành phần
- LaTeX và pdfTeX là các thành phần cơ bản để tạo ra file DVI và PDF từ file văn bản .tex.
- Dvips là chương trình chuyển từ dạng file DVI sang PS.

- Yap là phần mềm xem file DVI tạo bởi LaTeX. Yap chỉ chạy được trên Windows, nó tương đương với xdvi chạy trong Unix/Linux.
- TeXworks là chương trình phát triển mới của MiKTeX kể từ phiên bản 2.8, do Jonathan Kew viết. TeXworks tích hợp trình soạn thảo văn bản Unicode, soát lỗi chính tả, gợi ý cú pháp, và xem văn bản sau khi biên dịch.

MiKTeX 2.8 cũng hỗ trợ Windows 7 và là bản portable, cho phép cài đặt trong thẻ nhớ USB để chạy được trên bất kì máy tính nào có Microsoft Windows.

## ProTeXt
ProTeXt là bộ phần mềm lớn, gồm bộ MiKTeX và bổ sung một số trình tiện ích bao gồm: 
- trình soạn thảo TeXnicCenter
- thư viện Ghostscript
- GSview, phần mềm xem file PS

ProTeXt do Thomas Feuerstack xây dựng, với mục tiêu tạo một bộ cài TeX thật thuận tiện, có đầy đủ hướng dẫn cài đặt cho người mới dùng.